# Where the Boys Aren't
Pour plus de détails, voir Fiche technique et Distribution.
Where the Boys Aren't (Où les garçons ne sont pas) est une série pornographique lesbienne américaine de vidéofilms produite par les Studios Vivid entre 1989 et 2008.
Jusqu'à présent, dix-neuf volets ont été publiés. La saga est donc une enneakaidécalogie.
En 1990, la série gagne l'AVN Award dans la catégorie Best All-Girl Feature et, en 2009, Where the Boys Aren't 19 est nommé aux AVN Awards dans la catégorie Best All-Girl Group Sex Scene.
Des actrices aussi connues que Jenna Jameson, Janine Lindemulder, Tera Patrick et Briana Banks jouent dans ces films.

## Where the Boys Aren't 1
- Titre original : Where the Boys Aren't
- Réalisateur : Paul Thomas
- Scénario : Paul Thomas & Marc Cushman
- Durée : 74 minutes
- Date de sortie : 1989  États-Unis
- Distribution
  - scène 1 : Barbara Dare et Tori Welles
  - scène 2 : Barbara Dare, Summer Rose et Tori Welles
  - scène 3 : April West et Fallon
  - scène 4 : Fallon, Summer Rose et Tori Welles
  - scène 5 : April West et Barbara Dare
  - participation non sexuelle de Joey Silvera et Paul Thomas

Synopsis

## Where the Boys Aren't 2
- Réalisateur : Paul Thomas
- Scénario : Mark Weiss
- Durée : 78 minutes
- Date de sortie : 1990  États-Unis
- Distribution
  - scène 1 : Barbara Dare
  - scène 2 : Barbara Dare et Cheri Taylor
  - scène 3 : Deidre Holland et Jamie Summers
  - scène 4 : Cheri Taylor, Deidre Holland et Kelly Royce
  - scène 5 : Barbara Dare et Jamie Summers
  - participation non sexuelle de Cal Jammer et Nick Murder

Synopsis

## Where the Boys Aren't 3
Fiche technique n°3
- Titre complet : Where the Boys Aren't Part 3: The Making of 'Shipwrecked Showgirls'
- Réalisateur : Paul Thomas
- Scénario : Paul Thomas & Mark Weiss
- Durée : 81 minutes
- Date de sortie : 1990  États-Unis
- Distribution
  - scène 1 : Jamie Summers
  - scène 2 : Cheri Taylor et Heather Hunter
  - scène 3 : Jamie Summers
  - scène 4 : Heather Hunter et Tori Welles
  - scène 5 : Cheri Taylor et Kelly Royce
  - scène 6 : Heather Hunter et Kelly Royce
  - scène 7 : Jamie Summers et Tori Welles
  - scène 8 : Cheri Taylor, Heather Hunter, Jamie Summers, Kelly Royce et Tori Welles
  - participation non sexuelle de Paul Thomas, Steve Austin et Cal Jammer

Synopsis n°3
Dans cet opus, chaque actrice et acteur joue son propre rôle. 

Ce volet est composé de 8 scènes : 

Dans la dernière scène, les cinq actrices se déchaînent dans une partouze lesbienne torride.

## Where the Boys Aren't 4
Fiche technique n°4
- Titre complet : Where the Boys Aren't: Part IV - Boarding House Blues, Too
- Réalisateur : Paul Thomas
- Scénario : Ariel Hart
- Durée : 84 minutes
- Date de sortie : 1995  États-Unis

Distribution n°4
Savannah, Jamie Summers, Francesca Le, Kym Wilde et Candy
Synopsis n°4
Ce volet est composé de 5 scènes : 

Comme dans l'opus précédent, toutes les actrices se retrouvent, lors de la dernière scène, dans une partouze lesbienne torride.

## Where the Boys Aren't 5
Fiche technique n°5
- Titre : Where the Boys Aren't 5
- Réalisateur : Paul Thomas
- Durée : 80 minutes
- Date de sortie : 1995  États-Unis

Distribution n°5
Kelli Thomas, Christy Canyon, Francesca Le, Kym Wilde et Racquel Darrian
Synopsis n°5
Ce volet est composé de 5 scènes : 

A nouveau, la dernière scène se termine par une partouze lesbienne comprenant les cinq actrices du film.

## Where the Boys Aren't 6
Fiche technique n°6
- Titre complet : Where the Boys Aren't: Six
- Réalisateur : Ernest Greene
- Durée : 90 minutes
- Date de sortie : 1995  États-Unis

Distribution n°6
Amber Lynn, Christy Canyon, Janine, Jeanna Fine, Sarah Jane Hamilton et Sindee Coxx
Synopsis n°6
Ce volet est composé de 5 scènes : 

## Where the Boys Aren't 7
Fiche technique n°7
- Titre : Where the Boys Aren't 7
- Réalisateur : Ernest Greene
- Durée : 83 minutes
- Date de sortie : 1995  États-Unis

Distribution n°7
Asia Carrera, Christy Canyon, Dyanna Lauren, Janine, Jenna Jameson, Julia Ann, Sarah Jane Hamilton et Marc Wallice
Synopsis n°7
Ce volet est composé de 5 scènes : 

## Where the Boys Aren't 8
Fiche technique n°8
- Titre complet : Where the Boys Aren't 8: The Penthouse Edition / Where the Boy's Aren't VIII
- Réalisateur : Brad Armstrong
- Scénario : Brad Armstrong
- Durée : 78 minutes
- Date de sortie : 1997  États-Unis

Distribution n°8
Alexis Christian, Dyanna Lauren, Janine, Jenteal et Nikki Tyler
Synopsis n°8
Ce volet est composé de 6 scènes : 

Pour respecter la tradition, la dernière scène se termine par une partouze lesbienne comprenant les cinq actrices du film.

## Where the Boys Aren't 9
Fiche technique n°9
- Titre : Where The Boys Aren't 9: Crowded House
- Réalisateur : Brad Armstrong
- Durée : 75 minutes
- Date de sortie : 1997  États-Unis

Distribution n°9
Alexis Christian, Chasey Lain, Christy Canyon, Dyanna Lauren, Janine, Jenteal, Nikki Tyler
Synopsis n°9
Ce volet est composé de 6 scènes : 

La tradition de la série est à nouveau respectée, car la dernière scène se termine par une partouze lesbienne comprenant les sept actrices du film.

## Where the Boys Aren't 10
Fiche technique n°10
- Titre : Where the Boys Aren't 10
- Réalisateur : Toni Brooks
- Durée : 81 minutes
- Date de sortie : 1er octobre 1998  États-Unis

Distribution n°10
Dyanna Lauren, Heather Hunter, Janine, Jenteal, Kobe Tai, Leslie Glass, Lexus Locklear et Tia Bella
Synopsis n°10
Ce volet est composé de 5 scènes : 

La dernière scène se termine par une orgie lesbienne.

## Where the Boys Aren't 11
Fiche technique n°11
- Titre : Where the Boys Aren't 11
- Réalisateur : Fred J. Lincoln
- Durée : 88 minutes
- Date de sortie : 1999  États-Unis

Distribution n°11
Dyanna Lauren, Heather Hunter, Janine, Jenteal, Kobe Tai, Leslie Glass et Tia Bella
Synopsis n°11
Ce volet est composé de 6 scènes : 

La dernière scène se termine par une orgie lesbienne.

## Where the Boys Aren't 12
Fiche technique n°12
- Titre : Where the Boys Aren't 12
- Réalisateur : ?
- Durée : 79 minutes
- Date de sortie : 17 mai 2000  États-Unis

Distribution n°12
Alex Taylor, Devon, Janine Lindemulder, Jenteal, Julia Ann, Kobe Tai, Raylene, Sky Lopez, Taylor Hayes et Devin Deray
Synopsis n°12
Ce volet est composé de 6 scènes : 

## Where the Boys Aren't 13
Fiche technique n°13
- Titre : Where the Boys Aren't 13
- Réalisateur : Eddie Edwards
- Durée : 60 minutes
- Date de sortie : 1999  États-Unis

Distribution n°13
Alex Taylor, Devon, Dyanna Lauren, Janine, Jenteal, Julia Ann, Kobe Tai, Raylene, Sky Lopez et Taylor Hayes
Synopsis n°13
Ce volet est composé de 6 scènes : 

## Where the Boys Aren't 14
Fiche technique n°14
- Titre : Where the Boys Aren't 14
- Réalisateur : Chi Chi LaRue
- Durée : 80 minutes
- Date de sortie : 2001  États-Unis

Distribution n°14
Briana Banks, Chelsea Sinclaire, Cheyenne Silver, Dasha, Dayton Rains, Jenna Jameson, Kira Kener, Paizley Adams, Raylene et Taylor Hayes
Synopsis n°14
Ce volet est composé de 5 scènes : 

## Where the Boys Aren't 15
Fiche technique n°15
- Titre : Where the Boys Aren't 15
- Réalisateur : Chi Chi LaRue
- Durée : 78 minutes
- Date de sortie : 2001  États-Unis

Distribution n°15
Briana Banks, Chelsea Sinclaire, Cheyenne Silver, Dasha, Dayton Rains, Kira Kener, Raylene et Taylor Hayes
Synopsis n°15
Ce volet est composé de 5 scènes : 

## Where the Boys Aren't 16
Fiche technique n°16
- Titre complet : Where the Boys Aren't 16: Dark Angels
- Réalisateur : Chi Chi LaRue
- Scénario : Chi Chi LaRue
- Durée : 85 minutes
- Date de sortie : 2003  États-Unis

Distribution n°16
Briana Banks, Chloe Jones, Dasha, Jenna Jameson, Kira Kener, Mercedez, Savanna Samson, Sunrise Adams et Tiffany Mason
Synopsis n°16
Ce volet est composé de 5 scènes : 

## Where the Boys Aren't 17
Fiche technique n°17
- Titre : Where the Boys Aren't 17: All girl airlines
- Réalisateur : Chi Chi LaRue
- Durée : 80 minutes
- Date de sortie : 2003  États-Unis

Distribution n°17
Briana Banks, Chloe Jones, Dasha, Jenna Jameson, Kira Kener, Mercedez, Savanna Samson, Sunrise Adams et Tiffany Mason
Synopsis n°17
Ce volet est composé de 6 scènes : 

## Where the Boys Aren't 18
Fiche technique n°18
- Titre : Where the Boys Aren't 18: French Riviera
- Réalisateur : Chi Chi LaRue
- Scénario : Chi Chi LaRue
- Durée : 121 minutes
- Date de sortie : 2007  États-Unis

Distribution n°18
Briana Banks, Lacey Love, Lanny Barbie, Lexi Marie, Lyndsey Love, Mercedez, Savanna Samson, Stefani Morgan, Tawny Roberts et Tera Patrick
Synopsis n°18
Ce volet est composé de 10 scènes : 

## Where the Boys Aren't 19
Fiche technique n°19
- Titre complet : Where the Boys Aren't 19: Arabian Nights
- Réalisateur : Chi Chi LaRue
- Scénario :
- Durée : 160 minutes
- Date de sortie : 2008  États-Unis

Distribution n°19
Briana Banks, Lacey Love, Lanny Barbie, Lexi Marie, Lyndsey Love, Mercedez, Monique Alexander, Savanna Samson, Stefani Morgan, Tawny Roberts et Tera Patrick
Synopsis n°19
Ce volet est composé de 5 scènes : 

Le sultan collectionne les belles femmes, mais c'est un ivrogne et il ne rend pas visite à ses femmes assez souvent.
Mercedez frotte la lampe et libère le génie (Tera Patrick) qui lui accorde le souhait qu'elle désire.
Stefani Morgan, la plus récente des épouses du sultan demande à Savanna Samson et Lexie Marie si le sultan s'occupe d'elles. 
Savannah et Marie lui répondent "pas assez souvent», et elles lui montrent comment elles aimeraient être traitées en lui donnant un bain en commençant par l'éponger. 
Comme à l'accoutumée, la dernière scène se termine par une orgie lesbienne torride.